# MoM-z14
MoM-z14 là thiên hà xa nhất được phát hiện trong vũ trụ với độ dịch chuyển đỏ z = 14,44 tính đến tháng 8 năm 2025, cho thấy thiên hà này hình thành khoảng 280 triệu năm sau Vụ Nổ Lớn. Theo dòng thời gian Vụ Nổ Lớn, MoM-z14 được hình thành vào khoảng kỷ nguyên tái ion hóa sau kỷ nguyên tối của vũ trụ sơ khai, khi hydro trung tính bắt đầu ion hóa do năng lượng bức xạ từ các thiên thể sớm nhất.
MoM-z14 là một thiên hà cực kỳ sáng và đặc, có khối lượng 108 Khối lượng Mặt Trời, tương đương Thiên hà lùn Đám mây Magellan Nhỏ. MoM-z14 dường như đang trải qua giai đoạn hình thành sao mạnh mẽ, phát ra lượng lớn photon ion hóa, di chuyển qua môi trường liên sao (ISM) gần như không có bụi, mặc dù những hình ảnh mà chúng ta ghi nhận được đã xảy ra từ 13,53 tỉ năm trước. Môi trường xung quanh MoM-z14 bị ion hóa một phần.

## Phát hiện
MoM-z14 được Rohan Naidu phát hiện vào ngày 16 tháng 5 năm 2025 bằng Kính viễn vọng Không gian James Webb (JWST). Các kính viễn vọng trước JWST không có gương đủ lớn để phát hiện ánh sáng đến từ các thiên hà xa xôi này. Kính viễn vọng Spitzer là kính viễn vọng hồng ngoại nhưng không đủ lớn để phát hiện MoM-z14. Với kích thước gương lên đến 25,4 m2 và sứ mệnh chính là nghiên cứu sự tập hợp của các thiên hà xa xôi, hiện chỉ JWST mới có khả năng phát hiện ra MoM-z14.